# استان کایانزا
استان کایانزا (به لاتین: Kayanza Province) یکی از ۱۸ استان کشور بوروندی است. استان کایانزا ۱٬۲۳۳٫۲۴ کیلومتر مربع مساحت و ۵۸۵٬۴۱۲ نفر جمعیت دارد.